# العلاقات الأسترالية الأرجنتينية
العلاقات الأسترالية الأرجنتينية هي العلاقات الثنائية التي تجمع بين أستراليا والأرجنتين.

## مقارنة بين البلدين
هذه مقارنة عامة ومرجعية للدولتين:
| وجه المقارنة                                              | أستراليا                                   | الأرجنتين                                               |
| --------------------------------------------------------- | ------------------------------------------ | ------------------------------------------------------- |
| المساحة (كم2)                                             | 7.69 مليون                                 | 2.78 مليون                                              |
| عدد السكان (نسمة)                                         | 24.51 مليون                                | 44.27 مليون                                             |
| الكثافة السكانية (ن./كم²)                                 | 3.19                                       | 15.92                                                   |
| العاصمة                                                   | كانبرا، ملبورن                             | بوينس آيرس                                              |
| اللغة الرسمية                                             | لغة إنجليزية                               | اللغة الإسبانية                                         |
| العملة                                                    | دولار أسترالي، جنيه إسترليني، جنيه أسترالي | البيزو الأرجنتيني 1983 ‏، بيزو أرجنتيني، أسترال أرجنتيني |
| الناتج المحلي الإجمالي (بليون دولار)                      | 1.32 تريليون                               | 637.59 مليار                                            |
| الناتج المحلي الإجمالي (تعادل القوة الشرائية) بليون دولار | 1.10 تريليون                               | 883.02 مليار                                            |
| الناتج المحلي الإجمالي الاسمي للفرد دولار أمريكي          | 56.31 ألف                                  | 13.43 ألف                                               |
| الناتج المحلي الإجمالي للفرد دولار أمريكي                 | 45.92 ألف                                  |                                                         |
| مؤشر التنمية البشرية                                      | 0.939                                      | 0.827                                                   |
| رمز المكالمات الدولي                                      | +61                                        | +54                                                     |
| رمز الإنترنت                                              | .au                                        | .ar                                                     |
| المنطقة الزمنية                                           |                                            | 00                                                      |

## منظمات دولية مشتركة
يشترك البلدان في عضوية مجموعة من المنظمات الدولية، منها:
| علم المنظمة | اسم المنظمة                               | تاريخ انضمام أستراليا | تاريخ انضمام الأرجنتين |
| ----------- | ----------------------------------------- | --------------------- | ---------------------- |
|             | المنظمة الهيدروغرافية الدولية             | ?                     | ?                      |
|             | مجموعة العشرين                            | ?                     | ?                      |
|             | منظمة الشرطة الجنائية الدولية             | ?                     | ?                      |
|             | الاتحاد البريدي العالمي                   | ?                     | ?                      |
|             | منظمة التجارة العالمية                    | ?                     | ?                      |
|             | الفريق المعني برصد الأرض                  | ?                     | ?                      |
|             | مجموعة الموردين النوويين                  | ?                     | ?                      |
|             | مؤسسة التنمية الدولية                     | 24 سبتمبر 1960        | 3 أغسطس 1962           |
|             | مؤسسة التمويل الدولية                     | 20 يوليو 1956         | 13 أكتوبر 1959         |
|             | منظمة حظر الأسلحة الكيميائية              | ?                     | ?                      |
|             | الأمم المتحدة                             | 1 نوفمبر 1945         | 24 أكتوبر 1945         |
|             | الاتحاد الدولي للاتصالات                  | 27 مايو 1878          | 1889                   |
|             | البنك الدولي للإنشاء والتعمير             | 5 أغسطس 1947          | 20 سبتمبر 1956         |
|             | مجموعة أستراليا                           | 1985                  | 1993                   |
|             | المركز الدولي لتسوية المنازعات الاستشارية | 1 يونيو 1991          | 18 نوفمبر 1994         |
|             | وكالة ضمان الاستثمار متعدد الأطراف        | 10 فبراير 1999        | 11 فبراير 1992         |
|             | نظام تحكم تكنولوجيا القذائف               | 1990                  | 1993                   |
|             | يونسكو                                    | 4 نوفمبر 1946         | 15 سبتمبر 1948         |

## أعلام
هذه قائمة لبعض الشخصيات التي تربطها علاقات بالبلدين:
- آدريان كاسيراس (10 يناير 1982[29] – )
- أندريس ماك (لاعب كرة قدم، 1876 – 6 أكتوبر 1936)
- فرانسيسكو ستيلا (لاعب كرة قدم أسترالي، 25 يوليو 1991[30] – )
- مارسيلو كراسكا (لاعب كرة قدم أرجنتيني، 1 سبتمبر 1983[31] – )
- مورين دنلوب دي بوب (26 أكتوبر 1920 – 29 مايو 2012)
- ناتالي كيلي (ممثلة أسترالية، 3 مارس 1985[32][33] – )

## وصلات خارجية
- موقع وزارة الخارجية الأسترالية
- موقع وزارة الخارجية الأرجنتينية